# Copa Rous 1988
La Copa Rous 1988 fue la cuarta edición del torneo, en torno a la rivalidad de Inglaterra y Escocia. Por segundo año consecutivo, se invitó a un tercer equipo para jugar un torneo de tres equipos.
Después de tener la participación de Brasil en la edición anterior, la FA invitó de nuevo a otro miembro de la CONMEBOL a participar, esta vez fue Colombia.
Inglaterra ganó la copa por segunda vez, después de ser la única selección en ganar un partido, los otros dos partidos terminaron en empate.

## Resultados
| 17 de mayo de 1988, 20:00 | Escocia | 0:0     | Colombia | Hampden Park, Glasgow                                                |                                                                      |
|                           |         | Reporte |          | Asistencia: 20.487 espectadores Árbitro(s): Vítor Correia (Portugal) | Asistencia: 20.487 espectadores Árbitro(s): Vítor Correia (Portugal) |

| 21 de mayo de 1988, 15:00 | Inglaterra    | 1:0 (1:0) | Escocia | Wembley Stadium, Londres                                           |                                                                    |
|                           | Beardsley 12' | Reporte   |         | Asistencia: 70.480 espectadores Árbitro(s): Joël Quiniou (Francia) | Asistencia: 70.480 espectadores Árbitro(s): Joël Quiniou (Francia) |

| 24 de mayo de 1988, 20:00 | Inglaterra  | 1:1 (1:0) | Colombia    | Wembley Stadium, Londres                                                              |                                                                                       |
|                           | Lineker 22' | Reporte   | Escobar 66' | Asistencia: 25.756 espectadores Árbitro(s): Karl-Josef Assenmacher (Alemania Federal) | Asistencia: 25.756 espectadores Árbitro(s): Karl-Josef Assenmacher (Alemania Federal) |

## Tabla de posiciones
| Equipo     | Pts | PJ | PG | PE | PP | GF | GC | Dif |
| ---------- | --- | -- | -- | -- | -- | -- | -- | --- |
| Inglaterra | 3   | 2  | 1  | 1  | 0  | 2  | 1  | +1  |
| Colombia   | 2   | 2  | 0  | 2  | 0  | 1  | 1  | 0   |
| Escocia    | 1   | 2  | 0  | 1  | 1  | 0  | 1  | - 1 |

## Goleadores
1 gol
- Peter Beardsley
- Gary Lineker
- Andrés Escobar

| Predecesor: Copa Rous 1987 | Copa Rous IV edición | Sucesor: Copa Rous 1989 |

- Datos: Q4584669